# آلبرتو کرسپو
آلبرتو آگوستو کرسپو (اسپانیایی: Alberto Augusto Crespo‎؛ زادهٔ ۱۶ ژانویهٔ ۱۹۲۰ در بوئنوس آیرس، درگذشتهٔ ۱۴ اوت ۱۹۹۱ در بوئنوس آیرس) رانندهٔ مسابقات اتومبیل‌رانی فرمول یک اهل آرژانتین بود که در فصل ۱۹۵۲ در مجموع در یک گراند پری شرکت کرد، اما موفق به کسب هیچ امتیازی نشد.
کرسپو در ۱۴ اوت ۱۹۹۱ در بوئنوس آیرس درگذشت.